# Torneo de Roland Garros 2022
El Torneo de Roland Garros 2022, conocido también como el Abierto de Francia de 2022, fue un torneo de tenis de Grand Slam que se jugó en canchas de tierra batida al aire libre. Se llevó a cabo en el Stade Roland Garros de París, Francia, del 22 de mayo al 5 de junio de 2022 y constó de individuales, dobles y dobles mixtos. También estuvieron programados torneos juveniles y en silla de ruedas, donde contó con la vuelta de Novak Djokovic como el campeón defensor en individuales masculinos, tras el veto que hizo el gobierno australiano al tenista serbio por su negativa a vacunarse contra el virus que provoca el coronavirus, causante del COVID-19, para poder disputar el Abierto de Australia 2022, y Barbora Krejčíková fue la campeona defensora en individuales femeninos.
Fue la 126ª edición del Abierto de Francia y el segundo evento de Grand Slam de 2022. Los cuadros principales de individuales incluyeron 16 clasificados para hombres y 16 para mujeres de 128 jugadores en cada sorteo.
Este fue el primer torneo de Grand Slam desde que los órganos rectores internacionales del tenis como la ATP y la WTA permitieron que los jugadores de Rusia y Bielorrusia continuaran participando en eventos de tenis, pero no compitieron bajo el nombre o la bandera de Rusia o Bielorrusia hasta nuevo aviso, debido a la Invasión rusa de Ucrania y también si no llegase a detonarse varias variantes y subvariantes del COVID-19, pudo llegar a realizarse el torneo a puerta cerrada y/o a haber suspendido la competencia.
También fue la primera edición del torneo que presentó un super tie break en el set final, siendo la primera vez en llegar a esa instancia en el encuentro entre Aslan Karatsev y Camilo Ugo Carabelli.

## Puntos y premios

### Distribución de puntos

#### Séniors
| Eventos              | G    | F    | SF  | CF  | R16 | R32 | R64 | R128 | C  | C3 | C2 | C1 |
| Individual masculino | 2000 | 1200 | 720 | 360 | 180 | 90  | 45  | 10   | 25 | 16 | 8  | 0  |
| Dobles masculino     | 2000 | 1200 | 720 | 360 | 180 | 90  | 0   | —    | —  | —  | —  | —  |
| Individual femenino  | 2000 | 1300 | 780 | 430 | 240 | 130 | 70  | 10   | 40 | 30 | 20 | 2  |
| Dobles femenino      | 2000 | 1300 | 780 | 430 | 240 | 130 | 10  | —    | —  | —  | —  | —  |

| Evento           | G   | F   | SF/3.ª | CF/4.ª |
| Individual       | 800 | 500 | 375    | 100    |
| Dobles           | 800 | 500 | 100    | —      |
| Quad* Individual | 800 | 500 | 100    | —      |
| Quad* Dobles     | 800 | 100 | —      | —      |

| Evento               | G    | F   | SF  | CF  | R16 | R32 | C  | C3 |
| Individual masculino | 1000 | 600 | 370 | 200 | 100 | 45  | 30 | 20 |
| Individual femenino  | 1000 | 600 | 370 | 200 | 100 | 45  | 30 | 20 |
| Dobles masculino     | 750  | 450 | 275 | 150 | 75  | —   | —  | —  |
| Dobles femenino      | 750  | 450 | 275 | 150 | 75  | —   | —  | —  |

### Premios monetarios
| Evento                          | G           | F           | SF        | CF        | R16       | R32       | R64      | R128     | C3       | C2       | C1       |
| Individuales                    | 2 200 000 € | 1 100 000 € | 600 000 € | 380 000 € | 220 000 € | 125 800 € | 86 000 € | 62 000 € | 31 600 € | 20 000 € | 14 000 € |
| Dobles                          | 580 000 €   | 290 000 €   | 146 000 € | 79 500 €  | 42 000 €  | 25 000 €  | 15 500 € | —        | —        | —        | —        |
| Individuales en silla de ruedas | —           | —           | —         | —         | —         | —         | —        | —        | —        | —        | —        |
| Dobles en silla de ruedas       | —           | —           | —         | —         | —         | —         | —        | —        | —        | —        | —        |

## Resumen

### Día 1 (22 de mayo)
- Cabezas de serie eliminados:
  - Individual masculino:  Alejandro Davidovich [25],  Jenson Brooksby [31]
  - Individual femenino:  Ons Jabeur [6],  Garbiñe Muguruza [10]
- Orden de juego

| Partidos en los estadios principales                 | Partidos en los estadios principales     | Partidos en los estadios principales     | Partidos en los estadios principales     |
| Partidos en el Estadio Philippe Chatrier             | Partidos en el Estadio Philippe Chatrier | Partidos en el Estadio Philippe Chatrier | Partidos en el Estadio Philippe Chatrier |
| Evento                                               | Ganador                                  | Perdedor                                 | Resultado                                |
| ---------------------------------------------------- | ---------------------------------------- | ---------------------------------------- | ---------------------------------------- |
| Individual femenino - Primera ronda                  | Magda Linette                            | Ons Jabeur [6]                           | 3-6, 7-6(7-4), 7-5                       |
| Individual masculino - Primera ronda                 | Félix Auger-Aliassime [9]                | Juan Pablo Varillas [Q]                  | 2-6, 2-6, 6-1, 6-3, 6-3                  |
| Individual femenino - Primera ronda                  | María Sákkari [4]                        | Clara Burel                              | 6-2, 6-3                                 |
| Individual masculino - Primera ronda                 | Carlos Alcaraz [6]                       | Juan Ignacio Lóndero [LL]                | 6-4, 6-2, 6-0                            |
| Partidos en el Estadio Suzanne Lenglen               |                                          |                                          |                                          |
| Evento                                               | Ganador                                  | Perdedor                                 | Resultado                                |
| Individual femenino - Primera ronda                  | Sloane Stephens                          | Jule Niemeier [Q]                        | 5-7, 6-4, 6-2                            |
| Individual masculino - Primera ronda                 | John Isner [23]                          | Quentin Halys                            | 7-6(7-3), 4-6, 7-6(7-1), 7-6(8-6)        |
| Individual masculino - Primera ronda                 | Alexander Zverev [3]                     | Sebastian Ofner [Q]                      | 6-2, 6-4, 6-4                            |
| Individual femenino - Primera ronda                  | Leylah Fernandez [17]                    | Kristina Mladenovic                      | 6-0, 7-5                                 |
| Partidos en el Estadio Simonne Mathieu               |                                          |                                          |                                          |
| Evento                                               | Ganador                                  | Perdedor                                 | Resultado                                |
| Individual masculino - Primera ronda                 | Hugo Dellien                             | Dominic Thiem                            | 6-3, 6-2, 6-4                            |
| Individual femenino - Primera ronda                  | Kaia Kanepi                              | Garbiñe Muguruza [10]                    | 2-6, 6-3, 6-4                            |
| Individual masculino - Primera ronda\|               | Fabio Fognini                            | Alexei Popyrin                           | 6-3, 7-5, 6-4                            |
| Individual femenino - Primera ronda                  | Cori Gauff [18]                          | Rebecca Marino [Q]                       | 7-5, 6-0                                 |
| Fondo de color indica un partido de la rama femenina |                                          |                                          |                                          |

### Día 2 (23 de mayo)
- Cabezas de serie eliminados:
  - Individual masculino:  Reilly Opelka [17]
  - Individual femenino:  Barbora Krejčíková [2],  Anett Kontaveit [5],  Liudmila Samsonova [25]
- Orden de juego

| Partidos en los estadios principales                 | Partidos en los estadios principales     | Partidos en los estadios principales     | Partidos en los estadios principales     |
| Partidos en el Estadio Philippe Chatrier             | Partidos en el Estadio Philippe Chatrier | Partidos en el Estadio Philippe Chatrier | Partidos en el Estadio Philippe Chatrier |
| Evento                                               | Ganador                                  | Perdedor                                 | Resultado                                |
| ---------------------------------------------------- | ---------------------------------------- | ---------------------------------------- | ---------------------------------------- |
| Individual femenino - Primera ronda                  | Iga Świątek [1]                          | Lesia Tsurenko [Q]                       | 6-2, 6-0                                 |
| Individual femenino - Primera ronda                  | Diane Parry vs.                          | Barbora Krejčíková [2]                   | 1-6, 6-2, 6-3                            |
| Individual masculino - Primera ronda                 | Rafael Nadal [5]                         | Jordan Thompson                          | 6-2, 6-2, 6-2                            |
| Individual masculino - Primera ronda                 | Novak Djokovic [1]                       | Yoshihito Nishioka                       | 6-3, 6-1, 6-0                            |
| Partidos en el Estadio Suzanne Lenglen               |                                          |                                          |                                          |
| Evento                                               | Ganador                                  | Perdedor                                 | Resultado                                |
| Individual femenino - Primera ronda                  | Amanda Anisimova [27]                    | Naomi Osaka                              | 7-5, 6-4                                 |
| Individual masculino - Primera ronda                 | Corentin Moutet [WC]                     | Stan Wawrinka [PR]                       | 2-6, 6-3, 7-6(7-2), 6-3                  |
| Individual femenino - Primera ronda                  | Ajla Tomljanović                         | Anett Kontaveit [5]                      | 7-6(7-5), 7-5                            |
| Partidos en el Estadio Simonne Mathieu               |                                          |                                          |                                          |
| Evento                                               | Ganador                                  | Perdedor                                 | Resultado                                |
| Individual femenino - Primera ronda                  | Andrea Petković                          | Océane Dodin                             | 6-4, 6-2                                 |
| Individual masculino - Primera ronda                 | Cameron Norrie [10]                      | Manuel Guinard [WC]                      | 7-5, 6-2, 6-0                            |
| Individual femenino - Primera ronda                  | Emma Raducanu [12]                       | Linda Nosková [Q]                        | 6-7(4-7), 7-5, 6-1                       |
| Fondo de color indica un partido de la rama femenina |                                          |                                          |                                          |

### Día 3 (24 de mayo)
- Cabezas de serie eliminados:
  - Individual masculino:  Denis Shapovalov [14],  Pablo Carreño [16],  Álex de Miñaur [19],  Tommy Paul [30]
  - Dobles masculino:  Juan Sebastián Cabal /  Robert Farah [5],  John Peers /  Filip Polášek [8],  Santiago González /  Andrés Molteni [13]
- Orden de juego

| Partidos en los estadios principales                 | Partidos en los estadios principales     | Partidos en los estadios principales     | Partidos en los estadios principales     |
| Partidos en el Estadio Philippe Chatrier             | Partidos en el Estadio Philippe Chatrier | Partidos en el Estadio Philippe Chatrier | Partidos en el Estadio Philippe Chatrier |
| Evento                                               | Ganador                                  | Perdedor                                 | Resultado                                |
| ---------------------------------------------------- | ---------------------------------------- | ---------------------------------------- | ---------------------------------------- |
| Individual femenino - Primera ronda                  | Alizé Cornet                             | Misaki Doi                               | 6-2, 6-0                                 |
| Individual masculino - Primera ronda                 | Casper Ruud [8]                          | Jo-Wilfried Tsonga [WC]                  | 6-7(6-8), 7-6(7-4), 6-2, 7-6(7-0)        |
| Individual femenino - Primera ronda                  | Paula Badosa [3]                         | Fiona Ferro [WC]                         | 6-2, 6-0                                 |
| Individual masculino - Primera ronda                 | Stefanos Tsitsipas [4]                   | Lorenzo Musetti                          | 5-7, 4-6, 6-2, 6-3, 6-2                  |
| Partidos en el Estadio Suzanne Lenglen               |                                          |                                          |                                          |
| Evento                                               | Ganador                                  | Perdedor                                 | Resultado                                |
| Individual masculino - Primera ronda                 | Daniil Medvédev [2]                      | Facundo Bagnis                           | 6-2, 6-2, 6-2                            |
| Individual masculino - Primera ronda                 | Richard Gasquet                          | Lloyd Harris                             | 6-1, 6-3, 6-4                            |
| Individual femenino - Primera ronda                  | Caroline Garcia                          | Taylor Townsend                          | 6-3, 6-4                                 |
| Individual masculino - Primera ronda                 | Hugo Gaston                              | Álex de Miñaur [19]                      | 4-6, 6-2, 6-3, 0-6, 7-6(10-4)            |
| Individual femenino - Primera ronda                  | Aryna Sabalenka [7]                      | Chloé Paquet                             | 2-6, 6-3, 6-4                            |
| Partidos en el Estadio Simonne Mathieu               |                                          |                                          |                                          |
| Evento                                               | Ganador                                  | Perdedor                                 | Resultado                                |
| Individual femenino - Primera ronda                  | Karolína Plíšková [8]                    | Tessah Andrianjafitrimo [WC]             | 2-6, 6-3, 6-1                            |
| Individual masculino - Primera ronda                 | Ilya Ivashka                             | Benoît Paire                             | 6-3, 7-5, 1-6, 7-5                       |
| Individual masculino - Primera ronda                 | Frances Tiafoe [24]                      | Benjamin Bonzi                           | 7-5, 7-5, 7-6(7-5)                       |
| Individual femenino - Primera ronda                  | Simona Halep [19]                        | Nastasja Schunk [LL]                     | 6-4, 1-6, 6-1                            |
| Individual masculino - Primera ronda                 | Gilles Simon [WC]                        | Pablo Carreño [16]                       | 6-4, 6-4, 4-6, 1-6, 6-4                  |
| Fondo de color indica un partido de la rama femenina |                                          |                                          |                                          |

### Día 4 (25 de mayo)
- Cabezas de serie eliminados:
  - Individual masculino:  Taylor Fritz [13]
  - Individual femenino:  Maria Sakkari [4],  Emma Raducanu [12],  Petra Kvitová [32]
  - Dobles masculino:  Pierre-Hugues Herbert /  Nicolas Mahut [3],  Kevin Krawietz /  Andreas Mies [9],  Matthew Ebden /  Max Purcell [14]
  - Dobles femenino:  Alexa Guarachi /  Andreja Klepač [6],  Nicole Melichar /  Ellen Perez [16]
- Orden de juego

| Partidos en los estadios principales                 | Partidos en los estadios principales     | Partidos en los estadios principales     | Partidos en los estadios principales     |
| Partidos en el Estadio Philippe Chatrier             | Partidos en el Estadio Philippe Chatrier | Partidos en el Estadio Philippe Chatrier | Partidos en el Estadio Philippe Chatrier |
| Evento                                               | Ganador                                  | Perdedor                                 | Resultado                                |
| ---------------------------------------------------- | ---------------------------------------- | ---------------------------------------- | ---------------------------------------- |
| Individual femenino - Segunda ronda                  | Angelique Kerber [21]                    | Elsa Jacquemot                           | 6-1, 7-6(7-2)                            |
| Individual masculino - Segunda ronda                 | Alexander Zverev [3]                     | Sebastián Báez                           | 2-6, 4-6, 6-1, 6-2, 7-5                  |
| Individual femenino - Segunda ronda                  | Belinda Bencic [14]                      | Bianca Andreescu                         | 6-2, 6-4                                 |
| Individual masculino - Segunda ronda                 | Rafael Nadal [5]                         | Corentin Moutet [WC]                     | 6-3, 6-1, 6-4                            |
| Partidos en el Estadio Suzanne Lenglen               |                                          |                                          |                                          |
| Evento                                               | Ganador                                  | Perdedor                                 | Resultado                                |
| Individual femenino - Segunda ronda                  | Aliaksandra Sasnovich                    | Emma Raducanu [12]                       | 3-6, 6-1, 6-1                            |
| Individual femenino - Segunda ronda                  | Karolína Muchová                         | María Sákkari [4]                        | 7-6(7-5), 7-6(7-4)                       |
| Individual masculino - Segunda ronda                 | Novak Djokovic [1]                       | Alex Molčan                              | 6-2, 6-3, 7-6(7-4)                       |
| Individual masculino - Segunda ronda                 | Sebastian Korda [27]                     | Richard Gasquet                          | 7-6(7-5), 6-3, 6-3                       |
| Partidos en el Estadio Simonne Mathieu               |                                          |                                          |                                          |
| Evento                                               | Ganador                                  | Perdedor                                 | Resultado                                |
| Individual masculino - Segunda ronda                 | John Isner [23]                          | Grégoire Barrère [WC]                    | 6-4, 6-4, 3-6, 7-6(7-5)                  |
| Individual femenino - Segunda ronda                  | Cori Gauff [18]                          | Alison Van Uytvanck                      | 6-1, 7-6(7-4)                            |
| Individual masculino - Segunda ronda                 | Carlos Alcaraz [6]                       | Albert Ramos                             | 6-1, 6-7(7-9), 5-7, 7-6(7-2), 6-4        |
| Individual femenino - Segunda ronda                  | Diane Parry                              | Camila Osorio                            | 6-3, 6-3                                 |
| Fondo de color indica un partido de la rama femenina |                                          |                                          |                                          |

### Día 5 (26 de mayo)
- Cabezas de serie eliminados:
  - Individual masculino:  Nikoloz Basilashvili [22],  Frances Tiafoe [24],  Daniel Evans [29]
  - Individual femenino:  Karolína Plíšková [8],  Danielle Collins [9],  Jeļena Ostapenko [13],  Simona Halep [19],  Ekaterina Alexandrova [30]
  - Dobles masculino:  Máximo González /  Marcelo Melo [15]
  - Dobles femenino:  Shuko Aoyama /  Chan Hao-ching [11],  Magda Linette /  Bernarda Pera [15]
  - Dobles mixto:  Shuai Zhang /  Nicolas Mahut [1],  Anna Danilina /  Andrey Golubev [6],  Bernarda Pera /  Mate Pavić [7],  Giuliana Olmos /  Marcelo Arévalo [8]
- Orden de juego

| Partidos en los estadios principales                 | Partidos en los estadios principales     | Partidos en los estadios principales     | Partidos en los estadios principales     |
| Partidos en el Estadio Philippe Chatrier             | Partidos en el Estadio Philippe Chatrier | Partidos en el Estadio Philippe Chatrier | Partidos en el Estadio Philippe Chatrier |
| Evento                                               | Ganador                                  | Perdedor                                 | Resultado                                |
| ---------------------------------------------------- | ---------------------------------------- | ---------------------------------------- | ---------------------------------------- |
| Individual masculino - Segunda ronda                 | Daniil Medvédev [2]                      | Laslo Djere                              | 6-3, 6-4, 6-3                            |
| Individual femenino - Segunda ronda                  | Madison Keys [22]                        | Caroline Garcia                          | 6-4, 7-6(7-3)                            |
| Individual masculino - Segunda ronda                 | Gilles Simon [WC]                        | Steve Johnson                            | 7-5, 6-1, 7-6(8-6)                       |
| Individual femenino - Segunda ronda                  | Alizé Cornet                             | Jeļena Ostapenko [13]                    | 6-0, 1-6, 6-3                            |
| Partidos en el Estadio Suzanne Lenglen               |                                          |                                          |                                          |
| Evento                                               | Ganador                                  | Perdedor                                 | Resultado                                |
| Individual femenino - Segunda ronda                  | Paula Badosa [3]                         | Kaja Juvan                               | 7-5, 3-6, 6-2                            |
| Individual masculino - Segunda ronda                 | Hugo Gaston                              | Pedro Cachín [LL]                        | 6-4, 6-2, 6-4                            |
| Individual femenino - Segunda ronda                  | Iga Świątek [1]                          | Alison Riske                             | 6-0, 6-2                                 |
| Individual masculino - Segunda ronda                 | Stefanos Tsitsipas [4]                   | Zdeněk Kolář [Q]                         | 6-3, 7-6(10-8), 6-7(3-7), 7-6(9-7)       |
| Partidos en el Estadio Simonne Mathieu               |                                          |                                          |                                          |
| Evento                                               | Ganador                                  | Perdedor                                 | Resultado                                |
| Individual femenino - Segunda ronda                  | Léolia Jeanjean [WC]                     | Karolína Plíšková [8]                    | 6-2, 6-2                                 |
| Individual masculino - Segunda ronda                 | David Goffin                             | Frances Tiafoe [24]                      | 3-6, 7-6(7-1), 6-2, 6-4                  |
| Individual femenino - Segunda ronda                  | Zheng Qinwen                             | Simona Halep [19]                        | 2-6, 6-2, 6-1                            |
| Individual masculino - Segunda ronda                 | Andrey Rublev [7]                        | Federico Delbonis                        | 6-3, 3-6, 6-2, 6-3                       |
| Fondo de color indica un partido de la rama femenina |                                          |                                          |                                          |

### Día 6 (27 de mayo)
- Cabezas de serie eliminados:
  - Individual masculino:  Cameron Norrie [10],  Grigor Dimitrov [18],  John Isner [23],  Botic van de Zandschulp [26],  Sebastian Korda [27]
  - Individual femenino:  Belinda Bencic [14],  Victoria Azarenka [15],  Angelique Kerber [21]
  - Dobles masculino:  Jamie Murray /  Bruno Soares [10]
  - Dobles femenino:  Desirae Krawczyk /  Demi Schuurs [5],  Caroline Dolehide /  Storm Sanders [7],  Anna Danilina /  Beatriz Haddad Maia [12]
- Orden de juego

| Partidos en los estadios principales                 | Partidos en los estadios principales     | Partidos en los estadios principales     | Partidos en los estadios principales     |
| Partidos en el Estadio Philippe Chatrier             | Partidos en el Estadio Philippe Chatrier | Partidos en el Estadio Philippe Chatrier | Partidos en el Estadio Philippe Chatrier |
| Evento                                               | Ganador                                  | Perdedor                                 | Resultado                                |
| ---------------------------------------------------- | ---------------------------------------- | ---------------------------------------- | ---------------------------------------- |
| Individual femenino - Tercera ronda                  | Leylah Fernandez [17]                    | Belinda Bencic [14]                      | 7-5, 3-6, 7-5                            |
| Individual masculino - Tercera ronda                 | Novak Djokovic [1]                       | Aljaž Bedene [PR]                        | 6-3, 6-3, 6-2                            |
| Individual femenino - Tercera ronda                  | Sloane Stephens                          | Diane Parry                              | 6-2, 6-3                                 |
| Individual masculino - Tercera ronda                 | Carlos Alcaraz [6]                       | Sebastian Korda [27]                     | 6-4, 6-4, 6-2                            |
| Partidos en el Estadio Suzanne Lenglen               |                                          |                                          |                                          |
| Evento                                               | Ganador                                  | Perdedor                                 | Resultado                                |
| Individual femenino - Tercera ronda                  | Amanda Anisimova [27]                    | Karolína Muchová                         | 6-7(7-9), 6-2, 3-0, ret.                 |
| Individual femenino - Tercera ronda                  | Cori Gauff [18]                          | Kaia Kanepi                              | 6-3, 6-4                                 |
| Individual masculino - Tercera ronda                 | Rafael Nadal [5]                         | Botic van de Zandschulp [26]             | 6-3, 6-2, 6-4                            |
| Individual masculino - Tercera ronda                 | Alexander Zverev [3]                     | Brandon Nakashima                        | 7-6(7-2), 6-3, 7-6(7-5)                  |
| Partidos en el Estadio Simonne Mathieu               |                                          |                                          |                                          |
| Evento                                               | Ganador                                  | Perdedor                                 | Resultado                                |
| Individual masculino - Tercera ronda                 | Diego Schwartzman [15]                   | Grigor Dimitrov [18]                     | 6-3, 6-1, 6-2                            |
| Individual femenino - Tercera ronda                  | Aliaksandra Sasnovich                    | Angelique Kerber [21]                    | 6-4, 7-6(7-5)                            |
| Individual femenino - Tercera ronda                  | Jil Teichmann [23]                       | Victoria Azarenka [15]                   | 4-6, 7-5, 7-6(10-5)                      |
| Individual masculino - Tercera ronda                 | Karén Jachánov [21]                      | Cameron Norrie [10]                      | 6-2, 7-5, 5-7, 6-4                       |
| Fondo de color indica un partido de la rama femenina |                                          |                                          |                                          |

### Día 7 (28 de mayo)
- Cabezas de serie eliminados:
  - Individual masculino:  Miomir Kecmanović [28],  Lorenzo Sonego [32]
  - Individual femenino:  Paula Badosa [3],  Aryna Sabalenka [7],  Elena Rybakina [16],  Tamara Zidanšek [24]
  - Dobles masculino:  Nikola Mektić /  Mate Pavić [2]
- Orden de juego

| Partidos en los estadios principales                 | Partidos en los estadios principales       | Partidos en los estadios principales     | Partidos en los estadios principales     |
| Partidos en el Estadio Philippe Chatrier             | Partidos en el Estadio Philippe Chatrier   | Partidos en el Estadio Philippe Chatrier | Partidos en el Estadio Philippe Chatrier |
| Evento                                               | Ganador                                    | Perdedor                                 | Resultado                                |
| ---------------------------------------------------- | ------------------------------------------ | ---------------------------------------- | ---------------------------------------- |
| Individual femenino - Tercera ronda                  | Iga Świątek [1]                            | Danka Kovinić                            | 6-3, 7-5                                 |
| Individual femenino - Tercera ronda                  | Zheng Qinwen                               | Alizé Cornet                             | 6-3, 3-0, ret.                           |
| Individual masculino - Tercera ronda                 | Marin Čilić [20]                           | Gilles Simon [WC]                        | 6-0, 6-3, 6-2                            |
| Dobles femenino - Segunda ronda                      | Veronika Kudermetova [2] Elise Mertens [2] | Leylah Fernandez Kirsten Flipkens        | 6-2, 6-2                                 |
| Individual masculino - Tercera ronda                 | Holger Rune                                | Hugo Gaston                              | 6-3, 6-3, 6-3                            |
| Partidos en el Estadio Suzanne Lenglen               |                                            |                                          |                                          |
| Evento                                               | Ganador                                    | Perdedor                                 | Resultado                                |
| Individual femenino - Tercera ronda                  | Irina-Camelia Begu                         | Léolia Jeanjean [WC]                     | 6-1, 6-4                                 |
| Individual masculino - Tercera ronda                 | Daniil Medvédev [2]                        | Miomir Kecmanović [28]                   | 6-2, 6-4, 6-2                            |
| Individual femenino - Tercera ronda                  | Veronika Kudermetova [29]                  | Paula Badosa [3]                         | 6-3, 2-1, ret.                           |
| Individual masculino - Tercera ronda                 | Stefanos Tsitsipas [4]                     | Mikael Ymer                              | 6-2, 6-2, 6-1                            |
| Partidos en el Estadio Simonne Mathieu               |                                            |                                          |                                          |
| Evento                                               | Ganador                                    | Perdedor                                 | Resultado                                |
| Individual masculino - Tercera ronda                 | Jannik Sinner [11]                         | Mackenzie McDonald                       | 6-3, 7-6(8-6), 6-3                       |
| Individual femenino - Tercera ronda                  | Camila Giorgi [28]                         | Aryna Sabalenka [7]                      | 4-6, 6-1, 6-0                            |
| Individual masculino - Tercera ronda                 | Hubert Hurkacz [12]                        | David Goffin                             | 7-5, 6-2, 6-1                            |
| Individual femenino - Tercera ronda                  | Madison Keys [22]                          | Elena Rybakina [16]                      | 3-6, 6-1, 7-6(10-3)                      |
| Fondo de color indica un partido de la rama femenina |                                            |                                          |                                          |

### Día 8 (29 de mayo)
- Cabezas de serie eliminados:
  - Individual masculino:  Félix Auger-Aliassime [9],  Diego Schwartzman [15],  Karén Jachánov [21]
  - Individual femenino:  Jil Teichmann [23],  Amanda Anisimova [27],  Elise Mertens [31]
  - Dobles masculino:  Tim Puetz /  Michael Venus [7]
  - Dobles femenino:  Gabriela Dabrowski /  Giuliana Olmos [3],  Caty McNally /  Shuai Zhang [4],  Asia Muhammad /  Ena Shibahara [9]
  - Dobles mixto:  Andreja Klepač /  Rohan Bopanna [5]
- Orden de juego

| Partidos en los estadios principales                 | Partidos en los estadios principales          | Partidos en los estadios principales     | Partidos en los estadios principales     |
| Partidos en el Estadio Philippe Chatrier             | Partidos en el Estadio Philippe Chatrier      | Partidos en el Estadio Philippe Chatrier | Partidos en el Estadio Philippe Chatrier |
| Evento                                               | Ganador                                       | Perdedor                                 | Resultado                                |
| ---------------------------------------------------- | --------------------------------------------- | ---------------------------------------- | ---------------------------------------- |
| Individual femenino - Cuarta ronda                   | Leylah Fernandez [17]                         | Amanda Anisimova [27]                    | 6-3, 4-6, 6-3                            |
| Individual femenino - Cuarta ronda                   | Cori Gauff [18]                               | Elise Mertens [31]                       | 6-4, 6-0                                 |
| Individual masculino - Cuarta ronda                  | Rafael Nadal [5]                              | Félix Auger-Aliassime [9]                | 3-6, 6-3, 6-2, 3-6, 6-3                  |
| Individual masculino - Cuarta ronda                  | Carlos Alcaraz [6]                            | Karén Jachánov [21]                      | 6-1, 6-4, 6-4                            |
| Partidos en el Estadio Suzanne Lenglen               |                                               |                                          |                                          |
| Evento                                               | Ganador                                       | Perdedor                                 | Resultado                                |
| Individual femenino - Cuarta ronda                   | Martina Trevisan                              | Aliaksandra Sasnovich                    | 7-6(12-10), 7-5                          |
| Individual masculino - Cuarta ronda                  | Novak Djokovic [1]                            | Diego Schwartzman [15]                   | 6-1, 6-3, 6-3                            |
| Individual masculino - Cuarta ronda                  | Alexander Zverev [3]                          | Bernabé Zapata [Q]                       | 7-6(13-11), 7-5, 6-3                     |
| Individual femenino - Cuarta ronda                   | Sloane Stephens                               | Jil Teichmann [23]                       | 6-2, 6-0                                 |
| Partidos en el Estadio Simonne Mathieu               |                                               |                                          |                                          |
| Evento                                               | Ganador                                       | Perdedor                                 | Resultado                                |
| Dobles masculino - Tercera ronda                     | Marcel Granollers [4] Horacio Zeballos [4]    | Jonny O'Mara [Alt] Jackson Withrow [Alt] | 6-1, 6-1                                 |
| Dobles femenino - Tercera ronda                      | Caroline Garcia [WC] Kristina Mladenovic [WC] | Misaki Doi Ajla Tomljanović              | 5-7, 6-4, 6-2                            |
| Dobles mixto - Segunda ronda                         | Ulrike Eikkeri Joran Vliegen                  | Clara Burel [WC] Hugo Gaston [WC]        | 6-4, 6-3                                 |
| Dobles femenino - Tercera ronda                      | Maryna Zanevska Kimberley Zimmermann          | Latisha Chan Samantha Stosur             | 1-6, 6-3, 6-4                            |
| Dobles mixto - Segunda ronda                         | Lucie Hradecká Gonzalo Escobar                | Andreja Klepač [5] Rohan Bopanna [5]     | 7-6(7-2), 6-4                            |
| Fondo de color indica un partido de la rama femenina |                                               |                                          |                                          |

### Día 9 (30 de mayo)
- Cabezas de serie eliminados:
  - Individual masculino:  Daniil Medvédev [2],  Stefanos Tsitsipas [4],  Jannik Sinner [11]
  - Individual femenino:  Madison Keys [22],  Camila Giorgi [28]
  - Dobles femenino:  Veronika Kudermetova /  Elise Mertens [2]
  - Dobles mixto:  Desirae Krawczyk /  Neal Skupski [4]
- Orden de juego

| Partidos en los estadios principales                 | Partidos en los estadios principales     | Partidos en los estadios principales       | Partidos en los estadios principales     |
| Partidos en el Estadio Philippe Chatrier             | Partidos en el Estadio Philippe Chatrier | Partidos en el Estadio Philippe Chatrier   | Partidos en el Estadio Philippe Chatrier |
| Evento                                               | Ganador                                  | Perdedor                                   | Resultado                                |
| ---------------------------------------------------- | ---------------------------------------- | ------------------------------------------ | ---------------------------------------- |
| Individual femenino - Cuarta ronda                   | Veronika Kudermetova [29]                | Madison Keys [22]                          | 1-6, 6-3, 6-1                            |
| Individual masculino - Cuarta ronda                  | Holger Rune                              | Stefanos Tsitsipas [4]                     | 7-5, 3-6, 6-3, 6-4                       |
| Individual femenino - Cuarta ronda                   | Iga Świątek [1]                          | Zheng Qinwen                               | 6-7(5-7), 6-0, 6-2                       |
| Individual masculino - Cuarta ronda                  | Marin Čilić [20]                         | Daniil Medvédev [2]                        | 6-2, 6-3, 6-2                            |
| Partidos en el Estadio Suzanne Lenglen               |                                          |                                            |                                          |
| Evento                                               | Ganador                                  | Perdedor                                   | Resultado                                |
| Individual femenino - Cuarta ronda                   | Daria Kasatkina [20]                     | Camila Giorgi [28]                         | 6-2, 6-2                                 |
| Individual masculino - Cuarta ronda                  | Casper Ruud [8]                          | Hubert Hurkacz [12]                        | 6-2, 6-3, 3-6, 6-3                       |
| Individual femenino - Cuarta ronda                   | Jessica Pegula [11]                      | Irina-Camelia Begu                         | 4-6, 6-2, 6-3                            |
| Individual masculino - Cuarta ronda                  | Andrey Rublev [7]                        | Jannik Sinner [11]                         | 1-6, 6-4, 2-0, ret.                      |
| Partidos en el Estadio Simonne Mathieu               |                                          |                                            |                                          |
| Evento                                               | Ganador                                  | Perdedor                                   | Resultado                                |
| Dobles femenino - Tercera ronda                      | Anna Bondár Greet Minnen                 | Alicja Rosolska Erin Routliffe             | 6-7(4-7), 7-5, 7-5                       |
| Dobles mixto - Cuartos de final                      | Ulrike Eikkeri Joran Vliegen             | Desirae Krawczyk [4] Neal Skupski [4]      | 2-6, 7-6(7-4), [10-8]                    |
| Dobles femenino - Tercera ronda                      | Yifan Xu [13] Zhaoxuan Yang [13]         | Veronika Kudermetova [2] Elise Mertens [2] | 6-4, 2-6, 6-3                            |
| Dobles masculino - Cuartos de final                  | Rohan Bopanna [16] Matwé Middelkoop [16] | Lloyd Glasspool Harri Heliövaara           | 4-6, 6-4, 7-6(10-3)                      |
| Fondo de color indica un partido de la rama femenina |                                          |                                            |                                          |

### Día 10 (31 de mayo)
- Cabezas de serie eliminados:
  - Individual masculino:  Novak Djokovic [1],  Carlos Alcaraz [6]
  - Individual femenino:  Leylah Fernandez [17]
  - Dobles masculino:  Rajeev Ram /  Joe Salisbury [1],  Wesley Koolhof /  Neal Skupski [6]
  - Dobles femenino:  Lucie Hradecká /  Sania Mirza [10]
- Orden de juego

| Partidos en los estadios principales                 | Partidos en los estadios principales         | Partidos en los estadios principales     | Partidos en los estadios principales     |
| Partidos en el Estadio Philippe Chatrier             | Partidos en el Estadio Philippe Chatrier     | Partidos en el Estadio Philippe Chatrier | Partidos en el Estadio Philippe Chatrier |
| Evento                                               | Ganador                                      | Perdedor                                 | Resultado                                |
| ---------------------------------------------------- | -------------------------------------------- | ---------------------------------------- | ---------------------------------------- |
| Individual femenino - Cuartos de final               | Martina Trevisan                             | Leylah Fernandez [17]                    | 6-2, 6-7(3-7), 6-3                       |
| Individual femenino - Cuartos de final               | Cori Gauff [18]                              | Sloane Stephens                          | 7-5, 6-2                                 |
| Individual masculino - Cuartos de final              | Alexander Zverev [3]                         | Carlos Alcaraz [6]                       | 6-4, 6-4, 4-6, 7-6(9-7)                  |
| Individual masculino - Cuartos de final              | Rafael Nadal [5]                             | Novak Djokovic [1]                       | 6-2, 4-6, 6-2, 7-6(7-4)                  |
| Partidos en el Estadio Suzanne Lenglen               |                                              |                                          |                                          |
| Evento                                               | Ganador                                      | Perdedor                                 | Resultado                                |
| Leyendas - Dobles femenino                           | Gisela Dulko Gabriela Sabatini               | Lindsay Davenport Mary Joe Fernández     | 6-3, 6-3                                 |
| Dobles masculino - Cuartos de final                  | Ivan Dodig Austin Krajicek                   | Rajeev Ram [1] Joe Salisbury [1]         | 3-6, 7-6(11-9), 7-6(12-10)               |
| Leyendas - Dobles masculino                          | Sébastien Grosjean Cédric Pioline            | Mansour Bahrami Julien Benneteau         | 6-2, 3-6, [10-7]                         |
| Leyendas - Dobles femenino                           | Daniela Hantuchová Martina Navratilova       | Chanda Rubin Sandrine Testud             | 2-6, 6-4, [10-5]                         |
| Partidos en el Estadio Simonne Mathieu               |                                              |                                          |                                          |
| Evento                                               | Ganador                                      | Perdedor                                 | Resultado                                |
| Dobles masculino - Cuartos de final                  | Marcel Granollers [4] Horacio Zeballos [4]   | Wesley Koolhof [6] Neal Skupski [6]      | 3-6, 6-3, 6-4                            |
| Dobles femenino - Cuartos de final                   | Madison Keys Taylor Townsend                 | Marta Kostyuk Elena-Gabriela Ruse        | 7-6(7-5), 2-6, 7-5                       |
| Dobles femenino - Cuartos de final                   | Lyudmyla Kichenok [14] Jeļena Ostapenko [14] | Maryna Zanevska Kimberley Zimmermann     | 6-3, 5-7, 6-2                            |
| Dobles femenino - Tercera ronda                      | Cori Gauff [8] Jessica Pegula [8]            | Lucie Hradecká [10] Sania Mirza [10]     | 6-4, 6-3                                 |
| Dobles mixto - Cuartos de final                      | Gabriela Dabrowski [3] John Peers [3]        | Lucie Hradecká Gonzalo Escobar           | 7-5, 6-2                                 |
| Fondo de color indica un partido de la rama femenina |                                              |                                          |                                          |

### Día 11 (1 de junio)
- Cabezas de serie eliminados:
  - Individual masculino:  Andrey Rublev [7]
  - Individual femenino:  Jessica Pegula [11],  Veronika Kudermetova [29]
  - Dobles femenino:  Yifan Xu /  Zhaoxuan Yang [13]
  - Dobles mixto:  Gabriela Dabrowski /  John Peers [3]
- Orden de juego

| Partidos en los estadios principales                 | Partidos en los estadios principales          | Partidos en los estadios principales     | Partidos en los estadios principales     |
| Partidos en el Estadio Philippe Chatrier             | Partidos en el Estadio Philippe Chatrier      | Partidos en el Estadio Philippe Chatrier | Partidos en el Estadio Philippe Chatrier |
| Evento                                               | Ganador                                       | Perdedor                                 | Resultado                                |
| ---------------------------------------------------- | --------------------------------------------- | ---------------------------------------- | ---------------------------------------- |
| Individual femenino - Cuartos de final               | Daria Kasatkina [20]                          | Veronika Kudermetova [29]                | 6-4, 7-6(7-5)                            |
| Individual femenino - Cuartos de final               | Iga Świątek [1]                               | Jessica Pegula [11]                      | 6-3, 6-2                                 |
| Individual masculino - Cuartos de final              | Marin Čilić [20]                              | Andrey Rublev [7]                        | 5-7, 6-3, 6-4, 3-6, 7-6(10-2)            |
| Individual masculino - Cuartos de final              | Casper Ruud [8]                               | Holger Rune                              | 6-1, 4-6, 7-6(7-2), 6-3                  |
| Partidos en el Estadio Suzanne Lenglen               |                                               |                                          |                                          |
| Evento                                               | Ganador                                       | Perdedor                                 | Resultado                                |
| Leyendas - Dobles femenino                           | Lindsay Davenport Mary Joe Fernández          | Iva Majoli Mary Pierce                   | 6-4, 0-6, [10-8]                         |
| Leyendas - Dobles masculino                          | Nicolas Escudé Paul-Henri Mathieu             | Henri Leconte Michaël Llodra             | 6-3, 6-4                                 |
| Leyendas - Dobles femenino                           | Tatiana Golovin Nathalie Tauziat              | Gisela Dulko Gabriela Sabatini           | 6-4, 6-4                                 |
| Dobles mixto - Semifinales                           | Ena Shibahara [2] Wesley Koolhof [2]          | Gabriela Dabrowski [3] John Peers [3]    | 6-3, 6-4                                 |
| Leyendas - Dobles femenino                           | Magdalena Maleeva Rennae Stubbs               | Daniela Hantuchová Martina Navratilova   | 6-4, 6-3                                 |
| Partidos en el Estadio Simonne Mathieu               |                                               |                                          |                                          |
| Evento                                               | Ganador                                       | Perdedor                                 | Resultado                                |
| Dobles mixto - Semifinales                           | Ulrike Eikkeri Joran Vliegen                  | Nicole Melichar Kevin Krawietz           | 1-6, 7-6(7-4), [10-7]                    |
| Dobles femenino - Cuartos de final                   | Caroline Garcia [WC] Kristina Mladenovic [WC] | Yifan Xu [13] Zhaoxuan Yang [13]         | 6-3, 6-3                                 |
| Leyendas - Dobles masculino                          | Sébastien Grosjean Cédric Pioline             | Xavier Malisse Mats Wilander             | 6-7(3-7), 6-1, [13-11]                   |
| Dobles femenino - Cuartos de final                   | Cori Gauff [8] Jessica Pegula [8]             | Anna Bondár Greet Minnen                 | 6-4, 4-6, 6-4                            |
| Fondo de color indica un partido de la rama femenina |                                               |                                          |                                          |

### Día 12 (2 de junio)
- Cabezas de serie eliminados:
  - Individual femenino:  Daria Kasatkina [20]
  - Dobles masculino:  Marcel Granollers /  Horacio Zeballos [4],  Rohan Bopanna /  Matwé Middelkoop [16]
- Orden de juego

| Partidos en los estadios principales                 | Partidos en los estadios principales        | Partidos en los estadios principales       | Partidos en los estadios principales     |
| Partidos en el Estadio Philippe Chatrier             | Partidos en el Estadio Philippe Chatrier    | Partidos en el Estadio Philippe Chatrier   | Partidos en el Estadio Philippe Chatrier |
| Evento                                               | Ganador                                     | Perdedor                                   | Resultado                                |
| ---------------------------------------------------- | ------------------------------------------- | ------------------------------------------ | ---------------------------------------- |
| Dobles mixto - Final                                 | Ena Shibahara [2] Wesley Koolhof [2]        | Ulrike Eikkeri Joran Vliegen               | 7-6(7-5), 6-2                            |
| Individual femenino - Semifinales                    | Iga Świątek [1]                             | Daria Kasatkina [20]                       | 6-2, 6-1                                 |
| Individual femenino - Semifinales                    | Cori Gauff [18]                             | Martina Trevisan                           | 6-3, 6-1                                 |
| Partidos en el Estadio Suzanne Lenglen               |                                             |                                            |                                          |
| Evento                                               | Ganador                                     | Perdedor                                   | Resultado                                |
| Leyendas - Dobles femenino                           | Gisela Dulko Gabriela Sabatini              | Iva Majoli Mary Pierce                     | 6-4, 6-1                                 |
| Leyendas - Dobles masculino                          | Mansour Bahrami Julien Benneteau            | Marcos Baghdatis Goran Ivanišević          | 7-6(7-5), 7-6(7-4)                       |
| Partidos en el Estadio Simonne Mathieu               |                                             |                                            |                                          |
| Evento                                               | Ganador                                     | Perdedor                                   | Resultado                                |
| Leyendas - Dobles femenino                           | Lindsay Davenport Mary Joe Fernández        | Tatiana Golovin Nathalie Tauziat           | 6-0, 6-1                                 |
| Dobles masculino - Semifinales                       | Marcelo Arévalo [12] Jean-Julien Rojer [12] | Rohan Bopanna [16] Matwé Middelkoop [16]   | 4-6, 6-3, 7-6(10-8)                      |
| Dobles masculino - Semifinales                       | Ivan Dodig Austin Krajicek                  | Marcel Granollers [4] Horacio Zeballos [4] | 4-6, 7-6(7-1), 7-5                       |
| Leyendas - Dobles masculino                          | Arnaud Clement Fabrice Santoro              | Guy Forget Tommy Haas                      | 6-3, 7-6(8-6)                            |
| Fondo de color indica un partido de la rama femenina |                                             |                                            |                                          |

### Día 13 (3 de junio)
- Cabezas de serie eliminados:
  - Individual masculino:  Alexander Zverev [3],  Marin Čilić [20]
  - Dobles femenino:  Lyudmyla Kichenok /  Jeļena Ostapenko [14]
- Orden de juego

| Partidos en los estadios principales                 | Partidos en los estadios principales          | Partidos en los estadios principales         | Partidos en los estadios principales     |
| Partidos en el Estadio Philippe Chatrier             | Partidos en el Estadio Philippe Chatrier      | Partidos en el Estadio Philippe Chatrier     | Partidos en el Estadio Philippe Chatrier |
| Evento                                               | Ganador                                       | Perdedor                                     | Resultado                                |
| ---------------------------------------------------- | --------------------------------------------- | -------------------------------------------- | ---------------------------------------- |
| Individual masculino - Semifinales                   | Rafael Nadal [5]                              | Alexander Zverev [3]                         | 7-6(10-8), 6-6(0-0), ret.                |
| Individual masculino - Semifinales                   | Casper Ruud [8]                               | Marin Čilić [20]                             | 3-6, 6-4, 6-2, 6-2                       |
| Partidos en el Estadio Suzanne Lenglen               |                                               |                                              |                                          |
| Evento                                               | Ganador                                       | Perdedor                                     | Resultado                                |
| Dobles femenino - Semifinales                        | Cori Gauff [8] Jessica Pegula [8]             | Madison Keys Taylor Townsend                 | 6-4, 7-6(7-4)                            |
| Dobles femenino - Semifinales                        | Caroline Garcia [WC] Kristina Mladenovic [WC] | Liudmila Kichenok [14] Jeļena Ostapenko [14] | 2-6, 6-4, 6-2                            |
| Fondo de color indica un partido de la rama femenina |                                               |                                              |                                          |

### Día 14 (4 de junio)
- Cabezas de serie eliminados:
  - Individual femenino:  Cori Gauff [18]
- Orden de juego

| Partidos en los estadios principales                 | Partidos en los estadios principales        | Partidos en los estadios principales     | Partidos en los estadios principales     |
| Partidos en el Estadio Philippe Chatrier             | Partidos en el Estadio Philippe Chatrier    | Partidos en el Estadio Philippe Chatrier | Partidos en el Estadio Philippe Chatrier |
| Evento                                               | Ganador                                     | Perdedor                                 | Resultado                                |
| ---------------------------------------------------- | ------------------------------------------- | ---------------------------------------- | ---------------------------------------- |
| Tenis adaptado - Final                               | Diede de Groot [1]                          | Yui Kamiji [2]                           | 6-4, 6-1                                 |
| Individual femenino - Final                          | Iga Świątek [1]                             | Cori Gauff [18]                          | 6-1, 6-3                                 |
| Dobles masculino - Final                             | Marcelo Arévalo [12] Jean-Julien Rojer [12] | Ivan Dodig Austin Krajicek               | 6-7(4-7), 7-6(7-5), 6-3                  |
| Fondo de color indica un partido de la rama femenina |                                             |                                          |                                          |

### Día 15 (5 de junio)
- Cabezas de serie eliminados:
  - Individual masculino:  Casper Ruud [8]
  - Dobles femenino:  Cori Gauff /  Jessica Pegula [8]
- Orden de juego

| Partidos en los estadios principales                 | Partidos en los estadios principales          | Partidos en los estadios principales     | Partidos en los estadios principales     |
| Partidos en el Estadio Philippe Chatrier             | Partidos en el Estadio Philippe Chatrier      | Partidos en el Estadio Philippe Chatrier | Partidos en el Estadio Philippe Chatrier |
| Evento                                               | Ganador                                       | Perdedor                                 | Resultado                                |
| ---------------------------------------------------- | --------------------------------------------- | ---------------------------------------- | ---------------------------------------- |
| Dobles femenino - Final                              | Caroline Garcia [WC] Kristina Mladenovic [WC] | Cori Gauff [8] Jessica Pegula [8]        | 2-6, 6-3, 6-2                            |
| Individual masculino - Final                         | Rafael Nadal [5]                              | Casper Ruud [8]                          | 6-3, 6-3, 6-0                            |
| Fondo de color indica un partido de la rama femenina |                                               |                                          |                                          |

## Cabezas de serie
Debido a que el torneo se lleva a cabo una semana antes que en 2021, los puntos de los torneos de 2020 y 2021 no se perderán hasta el 13 de junio de 2022, una semana después del final del torneo de 2022. En consecuencia, esos puntos no se reflejan en la siguiente tabla. En lugar de puntos de los torneos de 2020 y 2021, los jugadores perderán los puntos de torneos celebrados durante la semana del 24 de mayo de 2021 (Belgrado 2 y Parma) o su 19.º mejor resultado.

### Individual masculino
| N° | Clasif | Jugador                 | Puntos | Puntos por defender | Puntos ganados | Nuevos puntos | Ronda hasta la que avanzó en el torneo             |
| -- | ------ | ----------------------- | ------ | ------------------- | -------------- | ------------- | -------------------------------------------------- |
| 1  | 1      | Novak Djokovic          | 8660   | 250                 | 360            | 8770          | Cuartos de final, perdió ante Rafael Nadal [5]     |
| 2  | 2      | Daniil Medvédev         | 7980   | 0                   | 180            | 8160          | Cuarta ronda, perdió ante Marin Čilić [20]         |
| 3  | 3      | Alexander Zverev        | 7075   | 0                   | 720            | 7795          | Semifinales, se retiró ante Rafael Nadal [5]       |
| 4  | 4      | Stefanos Tsitsipas      | 5965   | (45)                | 180            | 6100          | Cuarta ronda, perdió ante Holger Rune              |
| 5  | 5      | Rafael Nadal            | 5525   | 0                   | 2000           | 7525          | Campeón, venció a Casper Ruud [8]                  |
| 6  | 6      | Carlos Alcaraz          | 4648   | (3)                 | 360            | 5005          | Cuartos de final, perdió ante Alexander Zverev [3] |
| 7  | 7      | Andrey Rublev           | 3945   | (45)                | 360            | 4260          | Cuartos de final, perdió ante Marin Čilić [20]     |
| 8  | 8      | Casper Ruud             | 3940   | (90)                | 1200           | 5050          | Final, perdió ante Rafael Nadal [5]                |
| 9  | 9      | Félix Auger-Aliassime   | 3820   | (45)                | 180            | 3955          | Cuarta ronda, perdió ante Rafael Nadal [5]         |
| 10 | 11     | Cameron Norrie          | 3455   | (45)                | 90             | 3500          | Tercera ronda, perdió ante Karén Jachánov [21]     |
| 11 | 12     | Jannik Sinner           | 3185   | (10)                | 180            | 3355          | Cuarta ronda, se retiró ante Andrey Rublev [7]     |
| 12 | 13     | Hubert Hurkacz          | 3095   | 17                  | 180            | 3258          | Cuarta ronda, perdió ante Casper Ruud [8]          |
| 13 | 14     | Taylor Fritz            | 2920   | (45)                | 45             | 2920          | Segunda ronda, perdió ante Bernabé Zapata [Q]      |
| 14 | 15     | Denis Shapovalov        | 2531   | 0                   | 10             | 2541          | Primera ronda, perdió ante Holger Rune             |
| 15 | 16     | Diego Schwartzman       | 2505   | (90)                | 180            | 2595          | Cuarta ronda, perdió ante Novak Djokovic [1]       |
| 16 | 18     | Pablo Carreño           | 2135   | (10)                | 10             | 2135          | Primera ronda, perdió ante Gilles Simon [WC]       |
| 17 | 17     | Reilly Opelka           | 2180   | 0                   | 10             | 2190          | Primera ronda, perdió ante Filip Krajinović        |
| 18 | 21     | Grigor Dimitrov         | 1740   | 0                   | 90             | 1830          | Tercera ronda, perdió ante Diego Schwartzman [15]  |
| 19 | 20     | Álex de Miñaur          | 1838   | (23)                | 10             | 1825          | Primera ronda, perdió ante Hugo Gaston             |
| 20 | 23     | Marin Čilić             | 1695   | (45)                | 720            | 2370          | Semifinales, perdió ante Casper Ruud [8]           |
| 21 | 25     | Karén Jachánov          | 1620   | (45)                | 180            | 1755          | Cuarta ronda, perdió ante Carlos Alcaraz [6]       |
| 22 | 24     | Nikoloz Basilashvili    | 1628   | (10)                | 45             | 1663          | Segunda ronda, perdió ante Mackenzie McDonald      |
| 23 | 26     | John Isner              | 1616   | (10)                | 90             | 1696          | Tercera ronda, perdió ante Bernabé Zapata [Q]      |
| 24 | 27     | Frances Tiafoe          | 1599   | (23)                | 45             | 1621          | Segunda ronda, perdió ante David Goffin            |
| 25 | 28     | Alejandro Davidovich    | 1400   | (10)                | 10             | 1400          | Primera ronda, perdió ante Tallon Griekspoor       |
| 26 | 29     | Botic van de Zandschulp | 1344   | (26)                | 90             | 1408          | Tercera ronda, perdió ante Rafael Nadal [5]        |
| 27 | 30     | Sebastian Korda         | 1326   | 250                 | 90             | 1166          | Tercera ronda, perdió ante Carlos Alcaraz [6]      |
| 28 | 31     | Miomir Kecmanović       | 1316   | (20)                | 90             | 1386          | Tercera ronda, perdió ante Daniil Medvédev [2]     |
| 29 | 32     | Daniel Evans            | 1232   | 63                  | 45             | 1214          | Segunda ronda, perdió ante Mikael Ymer             |
| 30 | 33     | Tommy Paul              | 1218   | 90                  | 10             | 1138          | Primera ronda, perdió ante Christian Garín         |
| 31 | 34     | Jenson Brooksby         | 1207   | 0                   | 10             | 1217          | Primera ronda, perdió ante Pablo Cuevas            |
| 32 | 35     | Lorenzo Sonego          | 1190   | (20)                | 90             | 1260          | Tercera ronda, perdió ante Casper Ruud [8]         |

#### Bajas masculinas notables
| Clasif | Jugador           | Puntos | Puntos por defender | Puntos ganados | Nuevos puntos | Motivo               |
| ------ | ----------------- | ------ | ------------------- | -------------- | ------------- | -------------------- |
| 10     | Matteo Berrettini | 3805   | 0                   | 0              | 3805          | Lesión en la mano.   |
| 19     | Roberto Bautista  | 1903   | 23                  | 0              | 1880          | Lesión en la muñeca. |
| 22     | Gaël Monfils      | 1715   | 0                   | 0              | 1715          | Lesión en el talón.  |

### Individual femenino
| N° | Clasif | Jugador               | Puntos | Puntos por defender | Puntos ganados | Nuevos puntos | Ronda hasta la que avanzó en el torneo                  |
| -- | ------ | --------------------- | ------ | ------------------- | -------------- | ------------- | ------------------------------------------------------- |
| 1  | 1      | Iga Świątek           | 7061   | 430                 | 2000           | 8631          | Campeona, venció a Cori Gauff [18]                      |
| 2  | 2      | Barbora Krejčíková    | 4911   | 280                 | 10             | 4641          | Primera ronda, perdió ante Diane Parry                  |
| 3  | 4      | Paula Badosa          | 4545   | 55                  | 130            | 4620          | Tercera ronda, se retiró ante Veronika Kudermetova [29] |
| 4  | 3      | María Sákkari         | 4726   | 1                   | 70             | 4795          | Segunda ronda, perdió ante Karolína Muchová             |
| 5  | 5      | Anett Kontaveit       | 4446   | 280                 | 10             | 4176          | Primera ronda. perdió ante Ajla Tomljanović             |
| 6  | 6      | Ons Jabeur            | 4380   | 100                 | 10             | 4290          | Primera ronda, perdió ante Magda Linette                |
| 7  | 7      | Aryna Sabalenka       | 3946   | 1                   | 130            | 4075          | Tercera ronda, perdió ante Camila Giorgi [28]           |
| 8  | 8      | Karolína Plíšková     | 3678   | 1                   | 70             | 3747          | Segunda ronda, perdió ante Leolia Jeanjean [WC]         |
| 9  | 9      | Danielle Collins      | 3315   | 60                  | 70             | 3325          | Segunda ronda, perdió ante Shelby Rogers                |
| 10 | 10     | Garbiñe Muguruza      | 3060   | 30                  | 10             | 3040          | Primera ronda, perdió ante Kaia Kanepi                  |
| 11 | 11     | Jessica Pegula        | 2955   | 55                  | 430            | 3330          | Cuartos de final, perdió ante Iga Świątek [1]           |
| 12 | 12     | Emma Raducanu         | 2914   | 5                   | 70             | 2979          | Segunda ronda, perdió ante Aliaksandra Sasnóvich        |
| 13 | 13     | Jeļena Ostapenko      | 2536   | 1                   | 70             | 2605          | Segunda ronda, perdió ante Alizé Cornet                 |
| 14 | 14     | Belinda Bencic        | 2525   | 100                 | 130            | 2585          | Tercera ronda, perdió ante Leylah Fernandez [17]        |
| 15 | 15     | Victoria Azarenka     | 2440   | 55                  | 130            | 2515          | Tercera ronda, perdió ante Jil Teichmann [23]           |
| 16 | 16     | Elena Rybakina        | 2420   | 55                  | 130            | 2495          | Tercera ronda, perdió ante Madison Keys [22]            |
| 17 | 18     | Leylah Fernandez      | 2245   | 25                  | 430            | 2650          | Cuartos de final, perdió ante Martina Trevisan          |
| 18 | 23     | Cori Gauff            | 1886   | 1                   | 1300           | 3185          | Final, perdió ante Iga Świątek [1]                      |
| 19 | 19     | Simona Halep          | 2126   | 1                   | 70             | 2195          | Segunda ronda, perdió ante Qinwen Zheng                 |
| 20 | 20     | Daria Kasátkina       | 2115   | 60                  | 780            | 2835          | Semifinales, perdió ante Iga Świątek [1]                |
| 21 | 17     | Angelique Kerber      | 2354   | 10                  | 130            | 2474          | Tercera ronda, perdió ante Aliaksandra Sasnóvich        |
| 22 | 22     | Madison Keys          | 1899   | 1                   | 240            | 2138          | Cuarta ronda, perdió ante Veronika Kudermetova [29]     |
| 23 | 24     | Jil Teichmann         | 1783   | 30                  | 240            | 1993          | Cuarta ronda, perdió ante Sloane Stephens               |
| 24 | 25     | Tamara Zidanšek       | 1683   | 1                   | 130            | 1812          | Tercera ronda, perdió ante Jessica Pegula [11]          |
| 25 | 27     | Liudmila Samsónova    | 1670   | 30                  | 10             | 1650          | Primera ronda, perdió ante Danka Kovinić                |
| 26 | 26     | Sorana Cîrstea        | 1670   | 180                 | 130            | 1620          | Tercera ronda, perdió ante Diane Parry                  |
| 27 | 28     | Amanda Anisimova      | 1610   | 15                  | 240            | 1835          | Cuarta ronda, perdió ante Leylah Fernandez [17]         |
| 28 | 30     | Camila Giorgi         | 1582   | 1                   | 240            | 1821          | Cuarta ronda, perdió ante Daria Kasátkina [20]          |
| 29 | 29     | Veronika Kudermétova  | 1585   | 55                  | 430            | 1960          | Cuartos de final, perdió ante Daria Kasátkina [20]      |
| 30 | 31     | Ekaterina Alexandrova | 1531   | 60                  | 70             | 1541          | Segunda ronda, perdió ante Irina-Camelia Begu           |
| 31 | 32     | Elise Mertens         | 1505   | 30                  | 240            | 1715          | Cuarta ronda, perdió ante Cori Gauff [18]               |
| 32 | 34     | Petra Kvitová         | 1435   | 55                  | 70             | 1450          | Segunda ronda, perdió ante Daria Saville [WC]           |

- Clasificación del 16 de mayo de 2022.[9]

#### Bajas femeninas notables
| Clasif | Jugador                  | Puntos | Puntos por defender | Puntos ganados | Nuevos puntos | Motivo                           |
| ------ | ------------------------ | ------ | ------------------- | -------------- | ------------- | -------------------------------- |
| 21     | Anastasia Pavlyuchenkova | 2093   | 0                   | 0              | 2093          | Lesión en la rodilla.            |
| 33     | Elina Svitólina          | 1453   | 1                   | 0              | 1452          | Lesión en la espalda y embarazo. |

## Cabezas de serie dobles
| Jugadores             | Jugadores         | Clasif | N.º |
| --------------------- | ----------------- | ------ | --- |
| Rajeev Ram            | Joe Salisbury     | 3      | 1   |
| Nikola Mektić         | Mate Pavić        | 8      | 2   |
| Pierre-Hugues Herbert | Nicolas Mahut     | 11     | 3   |
| Marcel Granollers     | Horacio Zeballos  | 14     | 4   |
| Juan Sebastián Cabal  | Robert Farah      | 18     | 5   |
| Wesley Koolhof        | Neal Skupski      | 24     | 6   |
| Tim Puetz             | Michael Venus     | 28     | 7   |
| John Peers            | Filip Polášek     | 32     | 8   |
| Kevin Krawietz        | Andreas Mies      | 37     | 9   |
| Jamie Murray          | Bruno Soares      | 41     | 10  |
| Simone Bolelli        | Fabio Fognini     | 53     | 11  |
| Marcelo Arévalo       | Jean-Julien Rojer | 55     | 12  |
| Santiago González     | Andrés Molteni    | 63     | 13  |
| Matthew Ebden         | Max Purcell       | 64     | 14  |
| Máximo González       | Marcelo Melo      | 65     | 15  |
| Rohan Bopanna         | Matwé Middelkoop  | 65     | 16  |

| Jugadoras            | Jugadoras           | Clasif | N.º |
| -------------------- | ------------------- | ------ | --- |
| Barbora Krejčiková   | Kateřina Siniaková  | 4      | 1   |
| Veronika Kudermétova | Elise Mertens       | 6      | 2   |
| Gabriela Dabrowski   | Giuliana Olmos      | 21     | 3   |
| Caty McNally         | Shuai Zhang         | 23     | 4   |
| Desirae Krawczyk     | Demi Schuurs        | 26     | 5   |
| Alexa Guarachi       | Andreja Klepač      | 34     | 6   |
| Caroline Dolehide    | Storm Sanders       | 37     | 7   |
| Cori Gauff           | Jessica Pegula      | 41     | 8   |
| Asia Muhammad        | Ena Shibahara       | 45     | 9   |
| Lucie Hradecká       | Sania Mirza         | 47     | 10  |
| Shuko Aoyama         | Chan Hao-ching      | 53     | 11  |
| Anna Danilina        | Beatriz Haddad Maia | 54     | 12  |
| Yifan Xu             | Zhaoxuan Yang       | 59     | 13  |
| Liudmila Kichenok    | Jeļena Ostapenko    | 62     | 14  |
| Magda Linette        | Bernarda Pera       | 66     | 15  |
| Nicole Melichar      | Ellen Perez         | 78     | 16  |

### Dobles mixto
| Jugadores          | Jugadores       | N.º |
| ------------------ | --------------- | --- |
| Shuai Zhang        | Nicolas Mahut   | 1   |
| Ena Shibahara      | Wesley Koolhof  | 2   |
| Gabriela Dabrowski | John Peers      | 3   |
| Desirae Krawczyk   | Neal Skupski    | 4   |
| Andreja Klepač     | Rohan Bopanna   | 5   |
| Anna Danilina      | Andrey Golubev  | 6   |
| Bernarda Pera      | Mate Pavić      | 7   |
| Giuliana Olmos     | Marcelo Arévalo | 8   |

## Invitados
| - Grégoire Barrère - Manuel Guinard - Michael Mmoh - Corentin Moutet - Christopher O'Connell - Lucas Pouille - Gilles Simon - Jo-Wilfried Tsonga | - Tessah Andrianjafitrimo - Fiona Ferro - Elsa Jacquemot - Léolia Jeanjean - Chloé Paquet - Daria Saville - Harmony Tan - Katie Volynets |

| - Enzo Couacaud / Manuel Guinard - Sadio Doumbia / Fabien Reboul - Jonathan Eysseric / Quentin Halys - Hugo Gaston / Gilles Simon - Sascha Gueymard / Luca Van Assche - Ugo Humbert / Constant Lestienne | - Tessah Andrianjafitrimo / Océane Dodin - Clara Burel / Chloé Paquet - Estelle Cascino / Jessika Ponchet - Olivia Gadecki / Charlotte Kempenaers-Pocz - Caroline Garcia / Kristina Mladenovic - Elsa Jacquemot / Selena Janicijevic - Elixane Lechemia / Harmony Tan |

### Dobles mixto
- Tessah Andrianjafitrimo /  Fabrice Martin
- Clara Burel /  Hugo Gaston
- Océane Dodin /  Enzo Couacaud
- Elixane Lechemia /  Ramkumar Ramanathan
- Chloé Paquet /  Benoît Paire
- Harmony Tan /  Jonathan Eysseric

## Clasificación
La competición clasificatoria se realizó en el Stade Roland Garros del 16 al 20 de mayo de 2022.
| 1. Andrey Kuznetsov 2. Zdeněk Kolář 3. Nuno Borges 4. Pavel Kotov 5. Camilo Ugo Carabelli 6. Jason Kubler 7. Borna Gojo 8. Bernabé Zapata 9. Giulio Zeppieri 10. Norbert Gomboš 11. Chun-hsin Tseng 12. Juan Pablo Varillas 13. Bjorn Fratangelo 14. Geoffrey Blancaneaux 15. Sebastian Ofner 16. Santiago Rodríguez Taverna | 1. Ysaline Bonaventure 2. Jule Niemeier 3. Lin Zhu 4. Cristina Bucșa 5. Irina Bara 6. Donna Vekić 7. Fernanda Contreras 8. Oksana Selekhmeteva 9. Rebecca Marino 10. Olga Danilović 11. Linda Nosková 12. Valentini Grammatikopoulou 13. Aleksandra Krunić 14. Lesia Tsurenko 15. Mirjam Björklund 16. Hailey Baptiste |

## Campeones defensores
| Evento                      | Campeones de 2021                      | Campeones de 2022                   |
| --------------------------- | -------------------------------------- | ----------------------------------- |
| Individual masculino        | Novak Djokovic                         | Rafael Nadal                        |
| Individual femenino         | Barbora Krejčíková                     | Iga Świątek                         |
| Dobles masculino            | Pierre-Hugues Herbert Nicolas Mahut    | Marcelo Arévalo Jean-Julien Rojer   |
| Dobles femenino             | Barbora Krejčíková Kateřina Siniaková  | Caroline Garcia Kristina Mladenovic |
| Dobles mixto                | Desirae Krawczyk Joe Salisbury         | Ena Shibahara Wesley Koolhof        |
| Individual júnior masculino | Luca Van Assche                        | Gabriel Debru                       |
| Individual júnior femenino  | Linda Nosková                          | Lucie Havlíčková                    |
| Dobles júnior masculino     | Arthur Fils Giovanni Mpetshi Perricard | Edas Butvilas Mili Poljičak         |
| Dobles júnior femenino      | Alex Eala Oksana Selekhmeteva          | Sára Bejlek Lucie Havlíčková        |

## Participantes

### Singles masculino
| Masculino                      | Masculino                 | Masculino                   | Masculino                        |
| Campeón                        | Campeón                   | Finalista                   | Finalista                        |
| ------------------------------ | ------------------------- | --------------------------- | -------------------------------- |
| Rafa Nadal [4]                 | Rafa Nadal [4]            | Casper Ruud [8]             | Casper Ruud [8]                  |
| Semifinalistas                 |                           |                             |                                  |
| Alexander Zverev [3]           | Alexander Zverev [3]      | Marin Čilić [20]            | Marin Čilić [20]                 |
| Eliminados en cuartos de final |                           |                             |                                  |
| Novak Djokovic [1]             | Carlos Alcaraz [6]        | Holger Rune                 | Andrey Rublev [7]                |
| Eliminados en Cuarta Ronda     |                           |                             |                                  |
| Diego Schwartzman [15]         | Félix Auger-Aliassime [9] | Bernabé Zapata Miralles (Q) | Karén Jachánov [21]              |
| Hubert Hurkacz [12]            | Stéfanos Tsitsipás [4]    | Jannik Sinner [11]          | Daniil Medvédev [2]              |
| Eliminados en Tercera Ronda    |                           |                             |                                  |
| Aljaž Bedene (PR)              | Grigor Dimitrov [18]      | Filip Krajinović            | Botic van de Zandschulp [26]     |
| Brandon Nakashima              | John Isner [23]           | Cameron Norrie [10]         | Sebastian Korda [27]             |
| Lorenzo Sonego [32]            | David Goffin              | Hugo Gaston                 | Mikael Ymer                      |
| Christian Garin                | Mackenzie McDonald        | Gilles Simon (WC)           | Miomir Kecmanović [28]           |
| Eliminados en Segunda Ronda    |                           |                             |                                  |
| Alex Molčan                    | Pablo Cuevas              | Borna Ćorić (PR)            | Jaume Munar                      |
| Camilo Ugo Carabelli (Q)       | Borna Gojo (Q)            | Fabio Fognini               | Corentin Moutet (WC)             |
| Sebastián Báez                 | Tallon Griekspoor         | Grégoire Barrère (WC)       | Taylor Fritz [13]                |
| Jason Kubler (Q)               | Hugo Dellien              | Richard Gasquet             | Albert Ramos Viñolas             |
| Emil Ruusuvuori                | João Sousa                | Frances Tiafoe [24]         | Marco Cecchinato                 |
| Henri Laaksonen                | Pedro Cachín (LL)         | Dan Evans [29]              | Zdeněk Kolář (Q)                 |
| Federico Delbonis              | Ilya Ivashka              | Nikoloz Basilashvili [22]   | Roberto Carballés Baena          |
| Steve Johnson                  | Márton Fucsovics          | Alexander Bublik            | Laslo Đere                       |
| Eliminados en Primera Ronda    |                           |                             |                                  |
| Yoshihito Nishioka             | Federico Coria            | Christopher O'Connell (WC)  | Jenson Brooksby [31]             |
| Marcos Giron                   | Carlos Taberner           | Daniel Altmaier             | Andrey Kuznetsov (Q)             |
| Juan Pablo Varillas (Q)        | Aslan Karatsev            | Alessandro Giannessi (LL)   | Reilly Opelka [17]               |
| Pavel Kotov (Q)                | Alexei Popyrin            | Stan Wawrinka (PR)          | Jordan Thompson                  |
| Sebastian Ofner (Q)            | Dušan Lajović             | Kamil Majchrzak             | Alejandro Davidovich Fokina [25] |
| Quentin Halys                  | Taro Daniel               | Michael Mmoh (WC)           | Santiago Rodríguez Taverna (Q)   |
| Manuel Guinard (WC)            | Denis Kudla               | Dominic Thiem               | Nuno Borges (Q)                  |
| John Millman                   | Lloyd Harris              | Thanasi Kokkinakis          | Juan Ignacio Londero (LL)        |
| Jo-Wilfried Tsonga (WC)        | Ugo Humbert               | Tseng Chun-hsin (Q)         | Peter Gojowczyk                  |
| Benjamin Bonzi                 | Jiří Lehečka              | Pablo Andújar               | Giulio Zeppieri (Q)              |
| Denis Shapovalov [14]          | Pedro Martínez            | Norbert Gombos (Q)          | Alex de Minaur [19]              |
| Francisco Cerúndolo            | James Duckworth           | Lucas Pouille (WC)          | Lorenzo Musetti                  |
| Kwon Soon-woo                  | Adrian Mannarino          | Benoît Paire                | Tommy Paul [30]                  |
| Maxime Cressy                  | Franco Agamenone (LL)     | Oscar Otte                  | Bjorn Fratangelo (Q)             |
| Pablo Carreño Busta [16]       | Jiří Veselý               | Geoffrey Blancaneaux (Q)    | Attila Balázs (PR)               |
| Tomás Martín Etcheverry        | Arthur Rinderknech        | Ričardas Berankis           | Facundo Bagnis                   |

### Singles femenil
| Posiciones                     | Posiciones                   | Posiciones                     | Posiciones                   |
| Campeona                       | Campeona                     | Finalista                      | Finalista                    |
| ------------------------------ | ---------------------------- | ------------------------------ | ---------------------------- |
| Iga Świątek [1]                | Iga Świątek [1]              | Coco Gauff [18]                | Coco Gauff [18]              |
| Semifinalistas                 |                              |                                |                              |
| Daria Kasatkina [20]           | Daria Kasatkina [20]         | Martina Trevisan               | Martina Trevisan             |
| Eliminadas en cuartos de final |                              |                                |                              |
| Jessica Pegula [11]            | Veronika Kudermetova [29]    | Leylah Fernandez [17]          | Sloane Stephens              |
| Eliminadas en Cuarta Ronda     |                              |                                |                              |
| Zheng Qinwen                   | Irina-Camelia Begu           | Madison Keys [22]              | Camila Giorgi [28]           |
| Aliaksandra Sasnovich          | Amanda Anisimova [27]        | Elise Mertens [31]             | Jil Teichmann [23]           |
| Eliminadas en Tercera Ronda    |                              |                                |                              |
| Danka Kovinić                  | Alizé Cornet                 | Tamara Zidanšek [24]           | Léolia Jeanjean (WC)         |
| Paula Badosa [3]               | Elena Rybakina [16]          | Shelby Rogers                  | Aryna Sabalenka [7]          |
| Daria Saville (WC)             | Angelique Kerber [21]        | Belinda Bencic [14]            | Karolína Muchová             |
| Varvara Gracheva               | Kaia Kanepi                  | Victoria Azarenka [15]         | Diane Parry                  |
| Eliminadas en Segunda Ronda    |                              |                                |                              |
| Alison Riske                   | Anna Karolína Schmiedlová    | Simona Halep [19]              | Jeļena Ostapenko [13]        |
| Anhelina Kalinina              | Mayar Sherif                 | Ekaterina Alexandrova [30]     | Karolína Plíšková [8]        |
| Kaja Juvan                     | Aleksandra Krunić (Q)        | Caroline Garcia                | Katie Volynets (WC)          |
| Danielle Collins [9]           | Fernanda Contreras Gómez (Q) | Yulia Putintseva               | Madison Brengle              |
| Magda Linette                  | Petra Kvitová [32]           | Elsa Jacquemot (WC)            | Emma Raducanu [12]           |
| Bianca Andreescu (PR)          | Kateřina Siniaková           | Donna Vekić (Q)                | Maria Sakkari [4]            |
| Ajla Tomljanović               | Marie Bouzková               | Alison Van Uytvanck            | Beatriz Haddad Maia          |
| Andrea Petkovic                | Olga Danilović (Q)           | Sorana Cîrstea [26]            | Camila Osorio                |
| Eliminadas en Primera Ronda    |                              |                                |                              |
| Lesia Tsurenko (Q)             | Dayana Yastremska            | Kristína Kučová                | Liudmila Samsonova [25]      |
| Nastasja Schunk (LL)           | Maryna Zanevska              | Misaki Doi                     | Lucia Bronzetti              |
| Wang Qiang                     | Hailey Baptiste (Q)          | Marta Kostyuk                  | Claire Liu                   |
| Greet Minnen                   | Jasmine Paolini              | Nuria Párrizas Díaz            | Tessah Andrianjafitrimo (WC) |
| Fiona Ferro (WC)               | Oksana Selekhmeteva          | Kamilla Rakhimova              | Zhu Lin (Q)                  |
| Anna Kalinskaya                | Taylor Townsend (PR)         | Viktorija Golubic              | Arantxa Rus                  |
| Viktoriya Tomova (LL)          | Tereza Martincová            | Panna Udvardy                  | Rebecca Šramková (LL)        |
| Zhang Shuai                    | Irina Bara (Q)               | Mihaela Buzărnescu (LL)        | Chloé Paquet                 |
| Ons Jabeur [6]                 | Harriet Dart                 | Valentini Grammatikopoulou (Q) | Anna Bondár                  |
| Magdalena Fręch                | Heather Watson               | Wang Xinyu                     | Linda Nosková (Q)            |
| Réka Luca Jani (LL)            | Ysaline Bonaventure (Q)      | Petra Martić                   | Kristina Mladenovic          |
| Naomi Osaka                    | Mirjam Björklund (Q)         | Carole Monnet (WC)             | Clara Burel                  |
| Anett Kontaveit [5]            | Astra Sharma                 | Anastasia Gasanova (LL)        | Elena-Gabriela Ruse          |
| Rebecca Marino (Q)             | Ann Li                       | Cristina Bucșa (Q)             | Garbiñe Muguruza [10]        |
| Ana Bogdan                     | Océane Dodin                 | Dalma Gálfi                    | Bernarda Pera                |
| Tatjana Maria (PR)             | Jule Niemeier (Q)            | Harmony Tan (WC)               | Barbora Krejčíková [2]       |

## Campeones

### Sénior

#### Individual masculino
Rafael Nadal venció a  Casper Ruud por 6-3, 6-3, 6-0

#### Individual femenino
Iga Świątek venció a  Cori Gauff por 6-1, 6-3

#### Dobles masculino
Marcelo Arévalo /  Jean-Julien Rojer vencieron a  Ivan Dodig /  Austin Krajicek por 6-7(4-7), 7-6(7-5), 6-3

#### Dobles femenino
Caroline Garcia /  Kristina Mladenovic vencieron a  Cori Gauff /  Jessica Pegula por 2-6, 6-3, 6-2

#### Dobles mixto
Ena Shibahara /  Wesley Koolhof vencieron a  Ulrike Eikkeri /  Joran Vliegen por 7-6(7-5), 6-2

### Júnior

#### Individual masculino
Gabriel Debru venció a  Gilles Arnaud Bailly por 7-6(7-5), 6-3

#### Individual femenino
Lucie Havlíčková venció a  Solana Sierra por 6-3, 6-3

#### Dobles masculino
Edas Butvilas /  Mili Poljičak vencieron a  Gonzalo Bueno /  Ignacio Buse por 6-4, 6-0

#### Dobles femenino
Sára Bejlek /  Lucie Havlíčková vencieron a  Nikola Bartůňková /  Céline Naef por 6-3, 6-3

### Silla de ruedas

#### Individual masculino
Shingo Kunieda venció a  Gustavo Fernández por 6-2, 5-7, 7-5

#### Individual femenino
Diede de Groot venció a  Yui Kamiji por 6-4, 6-1

#### Dobles masculino
Alfie Hewett /  Gordon Reid vencieron a  Gustavo Fernández /  Shingo Kunieda por 7-6(7-5), 7-6(7-5)

#### Dobles femenino
Diede de Groot /  Aniek van Koot contra  Yui Kamiji /  Kgothatso Montjane

#### Individual Quad
Niels Vink contra  Sam Schröder

#### Dobles Quad
Sam Schröder /  Niels Vink vencieron a  Heath Davidson /  Ymanitu Silva por 6-2, 6-2